# Cosmești (Galați)
Pour les articles homonymes, voir Cosmești.
Cosmești est une commune roumaine située dans le județ de Galați.